# Cuenca (Ecuador)
Cuenca (teljes nevén Santa Ana de los cuatro ríos de Cuenca) az ecuadori Azuay tartomány székhelye. Az ecuadori felföldön található, a tengerszint felett 2500 méteren. A város központja 1999-ben megkapta az UNESCO világörökségi helyszín megtisztelő címet, amiért rendkívül jól illusztrálja a gyarmatosító spanyol reneszánsz várostervezést valamint városképe élénken tükrözi a különböző latin-amerikai társadalmakat és kultúrákat. Cuenca Ecuador harmadik legnagyobb városa Guayaquil és Quito (főváros) után.

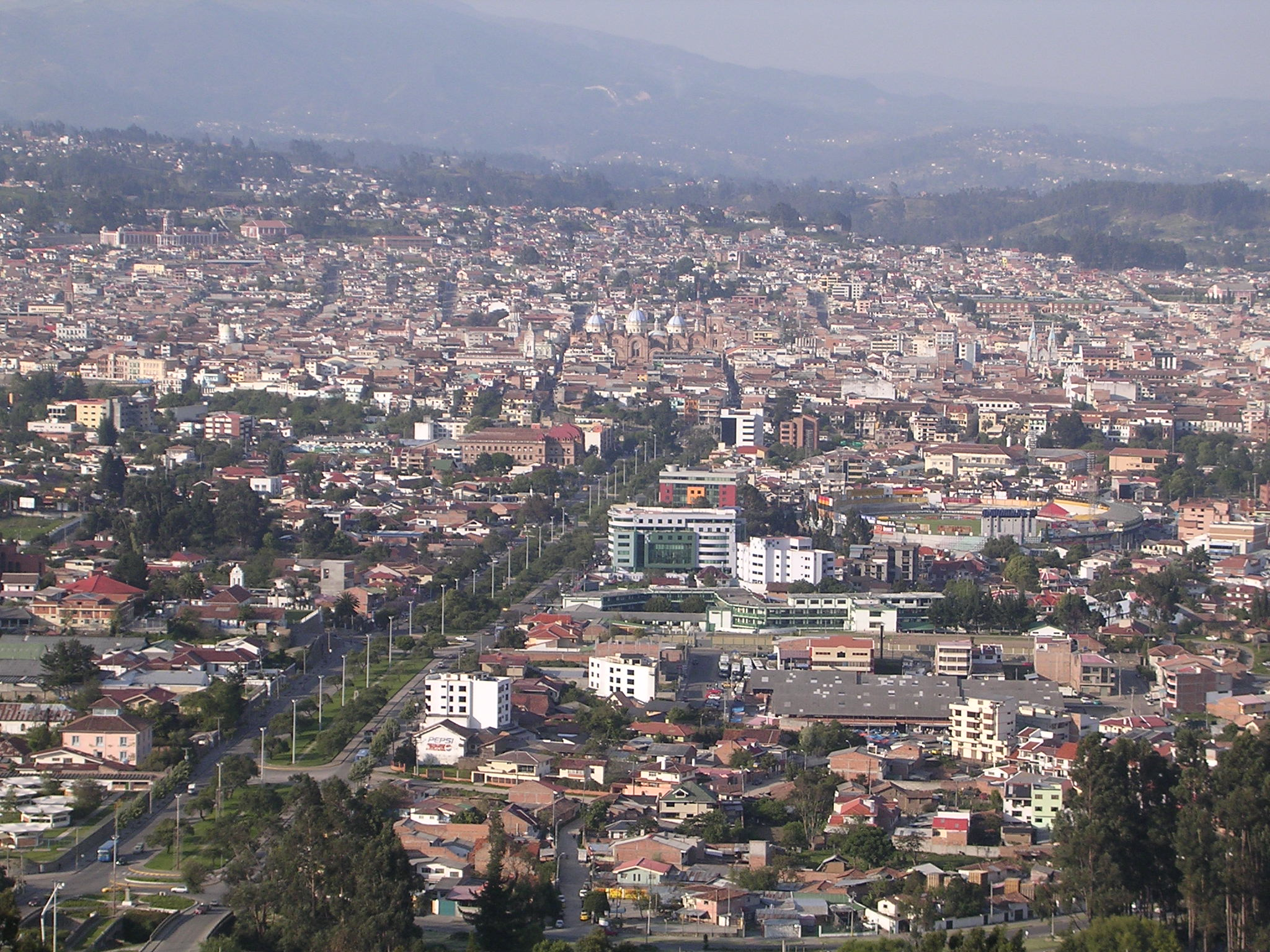
A város egy képe a magasból

## Története

### Első lakói
A tanulmányok és az régészeti felfedezések szerint az első lakók i.e. 8060 körül éltek ezen a helyen, a Csopszi barlangban. Ez a nomád vadász nép az állatokat és évszakokat követve változtatta lakóhelyét. Ebből a kultúrából maradtak fenn szerszámok, íjak és nyílvesszők, hasonlóak az Andok többi völgyben található leletekhez. Ez a kultúra i. e. 5585 körül élte fénykorát.
A későbbi korai bennszülöttek a kiegyensúlyozott éghajlatot, a jó termőföldet és gazdag vizeket már mezőgazdaságra is használta. Termesztettek burgonyát, gyökereket, andoki csillagfürtöt, tökféléket és libatopot. Állatokat is háziasítottak: tengerimalac (ma is fogyasztják), és tevefélék: láma és alpaka.
Kialakultak a fejlettebb technológiák, gyártottak kerámiát is. A régészek nagy számban találtak kézműves edényeket. Az i. e. 5000 és i. e. 2000 közötti időszak erősen hiányos régészeti értelemben. I. e. 2000 körül az emberek már egy rendkívül jól szervezett társadalmat hoztak létre, vízszabályozással és közegészségüggyel. Az emberek az adminisztratív vagy a vallásos társadalmi szinteken (sámánok) helyezkedtek el. Az a Csaullabamba, Huayco, Pirincay, Monjas, Putushio, Huancarcucho és Jubones népek idejében történt. Ez az időszak i. sz. 500-ig tartott, amely után a takalsapa és a cañari kultúra következett. Ezek a népek a 15. században beolvadtak az inkákba.

### A spanyol hódítás előtt
Cuenca eredetileg egy cañari település volt és a Guapondeleg nevet viselte. Úgy tartják, hogy 500 körül alapították. Guapondeleg várost, melynek jelentése "olyan nagy föld mint a Mennyország", az inkák foglalták el nagy csaták árán, a spanyolok megérkezése előtt alig egy fél évszázaddal. Annak ellenére, hogy az inkák lecserélték a cañari építészetet a sajátjukra, mégis megtartották az ő remek asztronómiai és mezőgazdasági találmányaikat. Új nevet adtak a városnak: Tomebamba. A város második Cuzco-ként (az inkák fővárosa, ma város Peruban) lett híres regionális székhely.
A cañari emberek leigázása után az inkák vezére, Tupac Inca Yupanqui, elrendelte egy nagy város építését a területen, amelynek a Pumapungo ("a Puma ajtaja") nevet szánta. Cuzco gyönyörűségét szerette volna felülmúlni ezzel a várossal. A bennszülöttek a spanyol történetíróknak arany templomokról és egyéb csodákról számoltak be, ám amire a spanyolok ráleltek a városra csak romokat találtak. Nem értették, hogy mi történt a második inka fővárossal. Tomebamba lakossága egészen a 16. század feléig elenyészővé volt miután a cañarik és az inkák is elhagyták.
Tomebamba esélyesen pályázik a misztikus arany város címre, amelyet a spanyolok Eldorádónak (El Dorado) neveztek el. A spanyolok úgy hitték, hogy a bennszülöttek felperzselték Eldorádót, miután a spanyol hódítók jöveteléről értesültek. Ez alapján Tomebamba is lehetett a híres Eldorádó.

### Spanyol település
Cuenca városát a spanyolok 1557. április 12-én alapították, Gil Ramírez Dávalos vezetésével. A spanyol nemesi családból származó Andrés Hurtado de Mendoza, Peru alkirálya rendelte el a város építését, amelynek a saját származási helyének a nevét adta, a spanyolországi Cuenca nevét. A város a környező spanyol települések után épült évtizedekkel: Quito (1534), Guayaquil (1538) és Loja (1548).
A gyarmatosítás idején Cuenca népessége és jelentősége erőteljesen nőtt. Története során a legjelentősebb az Ecuador függetlenedése utáni első éveiben volt. Függetlenségét 1820. november 3-án nyerte el és a születő köztársaság három megyéjének egyik fővárosa lett. A másik két megye fővárosa Guayaquil és Quito volt.

## Népesség
A legutolsó népszámlálás szerint Cuenca kanton lakossága 500 632 fő, amelyből 350 000 lakik közvetlenül a városban. A város gazdasága az ipari és mezőgazdasági termelésen alapszik.

## Földrajza és elhelyezkedése
Cuenca, Azuay megye székhelye, az Andokban található Sierra területen van, Ecuador déli részén. Mintegy kilencórás buszútra van a fővárostól, illetve négy órára Guayaquiltől. A tengerszint felett 2350 és 2550 méter között fekszik a város.
A város legjellemzőbb földrajzi tulajdonsága, hogy négy folyó folyik itt össze – innen a város teljes spanyol neve is. Cuenca jelentése: folyók összefolyásából létrejött medence. Folyói fontossági sorrendben: Tomebamba (a cañari kultúra után), Yanuncay, Tarqui és Machangara. Ezek közül az első három a Cajas Nemzeti Parkban található trópusi hegyvidéki területről indul. Mind a négy folyó az Amazonast táplálja. Cuenca városát minden irányban hegyek veszik körül, amelyeken észak kivételével minden irányban vannak átjárók.

### Plébániák
Cuenca kantonban a következő plébániák vannak:
- Baños
- Chaucha
- Checa (Jidcay)
- Chiquintad
- Cuenca
- Cumbe
- Llacao
- Molleturo
- Nulti
- Octavio Cordero Palacios (Santa Rosa)
- Paccha
- Quingeo
- Ricaurte
- San Joaquín
- Santa Ana
- Sayausi
- Sidcay
- Sinincay
- Tarqui
- Turi
- Valle
- Victoria del Portete (Irquis)

## Éghajlat
Cuenca éghajlata trópusi szavanna a Wladimir Köppen féle osztályozás szerint. Ahogy az Andok ecuadori részén mindenhol, Cuenca városában is egész évben enyhe az idő. A nappalok általában melegek, míg az éjszakák hűvösek. A nappali átlaghőmérséklet 15 Celsius-fok. Két évszak van, egy esős és egy száraz. A száraz évszak apróbb eltérésekkel június és december közé esik. A januártól májusig tartó esős évszakot az élénk, napos délelőttök és a záporos, zivataros délutánok jellemzik. A legnagyobb esők márciusban, áprilisban és májusban vannak.
| Hónap                                                          | Jan. | Feb. | Már. | Ápr. | Máj. | Jún. | Júl. | Aug. | Szep. | Okt. | Nov. | Dec. | Év   |
| -------------------------------------------------------------- | ---- | ---- | ---- | ---- | ---- | ---- | ---- | ---- | ----- | ---- | ---- | ---- | ---- |
| Átlagos max. hőmérséklet (°C)                                  | 26,7 | 26,1 | 27,2 | 24,4 | 25,0 | 25,0 | 22,8 | 25,6 | 25,0  | 27,2 | 27,2 | 27,2 | 25,8 |
| Átlaghőmérséklet (°C)                                          | 15,3 | 15,8 | 15,6 | 15,3 | 14,4 | 13,6 | 13,3 | 13,3 | 14,7  | 15,3 | 14,7 | 15,6 | 14,7 |
| Átlagos min. hőmérséklet (°C)                                  | 3,3  | 2,8  | 3,9  | 1,1  | 0,0  | −0,6 | −1,7 | −1,1 | 2,2   | −0,6 | −0,6 | 1,1  | 0,8  |
| Átl. csapadékmennyiség (mm)                                    | 67   | 85   | 107  | 109  | 77   | 68   | 53   | 47   | 56    | 73   | 69   | 67   | 878  |
| Havi napsütéses órák száma                                     | 155  | 113  | 124  | 120  | 155  | 150  | 186  | 186  | 150   | 155  | 150  | 155  | 1799 |
| Forrás: (Sistema de Clasificación Bioclimática Mundial), 2011. |      |      |      |      |      |      |      |      |       |      |      |      |      |

## Látványosságok

A cuenca-i új székesegyház.

A legtöbb turista felkeresi az a történelmi városrészt, amelyet az UNESCO felvett a világörökségi helyszínek közé. Ez a rész a Tomebamba folyó és a Gran Colombia utcától északra, a General Torres utcától nyugatra és a Hermano Miguel utcától keletre található. A terület hálós, kompakt elrendezése és számos, jól megkülönböztethető, karakteres épülete között könnyű eligazodni. Ezen kívül nem nehéz elkeveredni, mivel sok a szűk utca, amelyek hasonlóan néznek ki.
Cuenca legfőbb fesztiváljai a január 6-ai vízkereszt és a város függetlenségének napja (november 3.).
A közelben található Cañar ültetvényen (az azonos nevű kantonban) találhatók a legnagyobb ecuadori inka romok.

### Nevezetességek
- Régi székesegyház
- Új székesegyház (hivatalos neve: Catedral Metropolitana de la Inmaculada Concepción).
- Abdon Calderon park.
- El Carmen de Asuncion kolostor.
- La Concepcion kolostor és múzeum – 17. századi sírokkal és vallási művészeti tárgyakkal.
- Ecuadori kultúra háza
- Remigio Crespo Toral községi múzeum

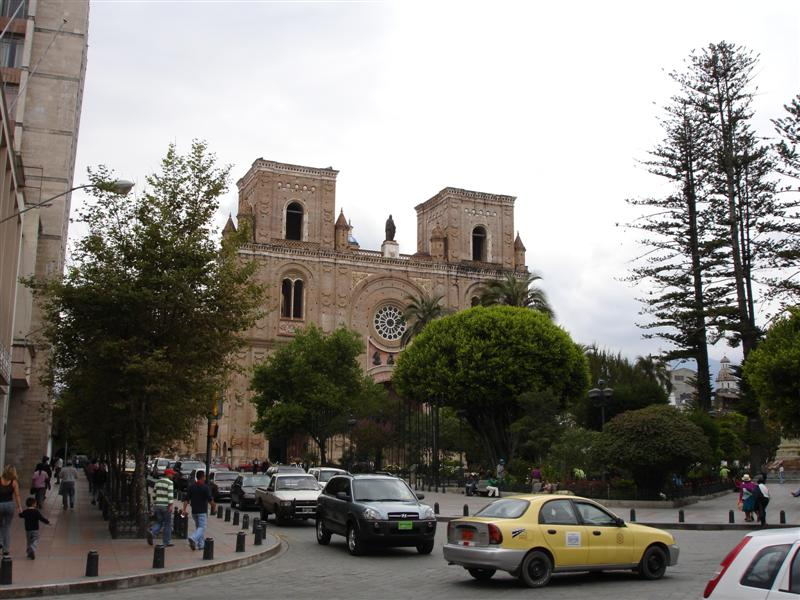
Az új székesegyház Cuenca-ban.

- Központi bank múzeum
- Bennszülött kultúrák múzeuma
- Santo Domingo templom
- San Blas.

### Környék

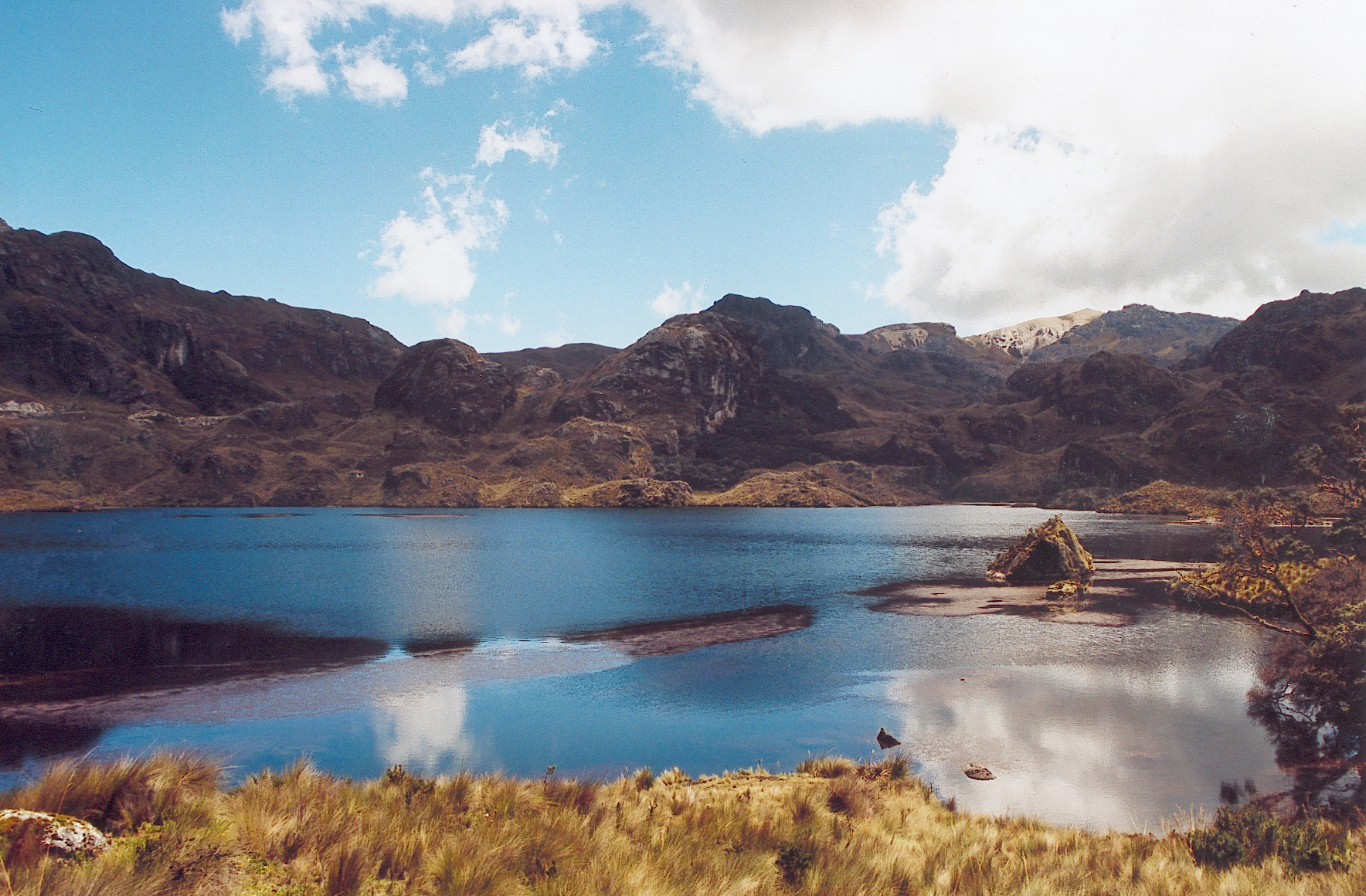
Lacs en miroir (Tükröződő tavak) a Cajas Nemzeti Parkban.

- Molleturo – másfél órára Cuenca-tól, 1000 négyzetkilométernyi terület az ecuadori déli-Andokban, néhány faluval.
- Jima – hegymászók kedvenc területe.
- Gualaceo
- Chordeleg – cañari eredetű városka alig 50 km-re Cuenca mellett, amely a szövő mestereiről és kerámikusairól híres. A közelben található egy kígyó alakú kő folyosó, amelyet még az inkák előtt építettek.
- Cajas Nemzeti park – nemzeti park ahol a patakok és lagúnák egyesülni látszanak, létrehozva egy természeti templomot, amely 3500 és 4200 méter között helyezkedik el a tengerszint fölött. Madár figyelésre és pisztráng fogásra is használják a területet.
- Azogues – Cañar megye székhelye, Cuenca-tól 29 kilométerre.
- A Cañar ültetvény – színes piacokkal és inka romokkal (65 kilométerre Cuenca-tól).

## Tömegközlekedés

### Buszállomás
Cuenca központi buszállomását Terminal Terrestre-nek nevezik, ahogy a legtöbb városban. Jól szervezett és tiszta. Az España sugárúton található, a város északkeleti szegletében, a történelmi központtól egy 20 perces sétára. A buszok falain fel vannak tüntetve a menetrendek. Angol nyelvű információt  many City buses provide frequent service as indicated by the "Terminal Terrestre" placard on the windshield. A helyi buszközlekedésről és útvonalakról a CuencaTransit.com oldalon lehet tájékozódni.
A buszok egész nap közlekednek. A legtöbb városba el lehet jutni busszal (Guayaquil, Quito, Loja, Riobamba és Machala). Guayaquil-be a távolság 243 km, amit a busz 4 óra alatt tesz meg a Durán-Pto.Inca-Molleturo országúton. Ez az út a gyönyörű Cajas Nemzeti parkon át vezet. Quito 497 km Cuenca-ból, amely mintegy 10 óra a pánamerikai főútvonal. Sokan az éjszakai buszutazást választják, viszont nekik számolniuk kell azzal, hogy előfordult már ezen buszjáratok fegyveres kifosztása is.

### Repülőtér
Az Aeropuerto Mariscal Lamar (Mariscal Lamar reptér) a Terminal Terrestre buszállomástól pontosan keletre van, mintegy öt percre gyalog. Itt három légitársaság működött (2011-es adat) a TAME és az AeroGal Quito-ba és Guayaquil-be szállít utasokat, míg a LAN Ecuador csak a fővárosba repül. 2010 novemberében a perui Star Peru légitársaság bejelentése szerint járatokat fog indítani a perui Chiclayo és Cuenca között. Azonban eddig ez nem történt meg.